# Coccothrinax salvatoris
Coccothrinax salvatoris är en enhjärtbladig växtart som beskrevs av Leon. Coccothrinax salvatoris ingår i släktet Coccothrinax och familjen Arecaceae.

## Underarter
Arten delas in i följande underarter:
- C. s. loricata
- C. s. salvatoris